# Philippe Bonifay
Pour les articles homonymes, voir Bonifay (homonymie).
 (décembre 2018).
Philippe Bonifay est un scénariste de bande dessinée français, né à Toulon le 13 août 1959.

## Biographie
Né à Toulon le 13 août 1959, d'un père artiste lyrique à l'Opéra de Paris, Philippe Bonifay est d'abord comédien de théâtre (Théâtre des embruns, dans le Val d'Oise & Les Sclazacani, à Paris) puis écrit pour la scène. C'est sa rencontre avec le dessinateur Christian Rossi qui lui inspire l'intention d'écrire pour la bande dessinée. Il devient scénariste de BD de 1980 à 2014, date à laquelle il annonce officiellement sa décision d'arrêter cette activité, dans un environnement de politique éditoriale qui ne lui convient plus.
Il a collaboré à divers ouvrages, comme Kathleen (dessin Rossi), Mon voisin le Père Noël (dessin : Tillier) ou encore Zoo (dessin : Frank). Il s'est intéressé aux récits d'aventures avec Pirates (dessin : Jacques Terpant) et Gitans des mers (dessin : Duval).
Il a lancé en 2005, avec le dessinateur Youssef Daoudi la Trilogie noire (Casterman), adaptation du cycle de romans du même nom de Léo Malet. Ses trois derniers titres, parus chez Glénat, dérivent de contes : Blanche Neige (dessin Fabrice Meddour), Barbe Bleue (dessin Duval) et, en 2013, Pinocchio (dessin Thibaud De Rochebrune).
En Guyane où il habite depuis 2010, il revient au spectacle vivant et au cinéma. Il crée et met en scène Maskilili et l'oiseau du Paradis, un spectacle interprété par des danseurs, des musiciens, des art-plasticiens, des chanteurs et des comédiens, représentant la Guyane Française lors d'un festival à Georgetown (Guyana), l'été 2012[réf. nécessaire], réalise des films de prévention et des films institutionnels.

## Œuvres
Éditions Glénat : 14 publications
- Le Chariot de Thespis - dessins Rossi, 4 tomes et intégrale
- Les ados du béton - dessins Fontaine
- Le passage de la saison morte - dessin Terpant, 2 tomes
- Mandrin - dessins Lacaf
- Le palais du facteur Cheval - dessins Grycan & encrage Terpant
- Destin, tome 8 = projet concept de Giroud - dessin Malnati

- Barbe Bleue - dessins Stéphane Duval
- Pinocchio - dessins De Rochebrune
- Blanche Neige - dessins Fabrice Meddour

Éditions Dargaud : 21 publications
- Messara - dessins Jacques Terpant, 3 tomes
- La compagnie des glaces - dessins « collectif Jotim », roughs Rossi et Lidwine,  co-scénario Pascale Sorin, 15 tomes et 3 intégrales

Éditions Casterman : 14 publications
- Jane - dessins Falque, 3 tomes
- Pirates - dessins Jacques Terpant, 5 tomes et intégrale[1].
- Mon voisin le Père Noël - dessins Tillier
- La trilogie noire, d'après Léo Malet - dessins Daoudi, 3 tomes et intégrale[2]

Éditions Dupuis : 7 publications
- Zoo - dessins Frank, 3 tomes et intégrale
- La visite - dessins Frank (Zoo, Beaux-livres)
- Gitans des mers - dessins Duval, 2 tomes

Éditions Bamboo : 1 publication
- Les oubliés - dessins Derenne) ; co-scénario Boinet (Projet réalisé pour l'O.N.G. Medair)

Éditions Vent d'Ouest : 2 publications
- Le roi des singes - dessins Meddour, 2 tomes

## Diverses expériences
- Coauteur de Le scénario, édité par L'AtelierBD.com
- Coauteur de La vengeance de l'Orang-outan, polar coécrit avec Eric Corbeyran, édité par Jotim éditions.
- Conception-création de spectacles pluridisciplinaires :
- ZOO ; création 2007 à St Malo - Ré-écriture et nouvelle création à Bruxelles en 2008
- Peter Pan ; création 2008 à Audincourt
- Les Oubliés ; création 2009 à Lausanne.

## Récompenses
- 1996 :  Prix Max et Moritz de la meilleure publication de bande dessinée importée pour Zoo[réf. souhaitée]
- 2002 : Prix du meilleurs scénario au festival de la BD de Audincourt (Doubs)[réf. souhaitée]